# 2013 a vasúti közlekedésben
Ez a szócikk a 2013-ban történt vasúti eseményeket mutatja be.

## Események a világban

### Dátumhoz köthető események

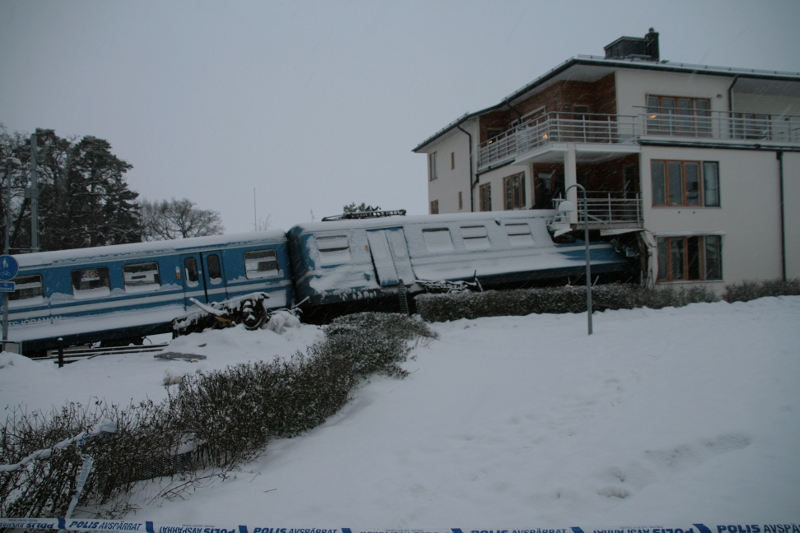
Vasúti baleset Stockholm mellett

- – január 8. – A Network Rail, az ország vasútvonalainak kezelője közzétette a következő 5 éves stratégiai üzleti tervét. A vállalat 1800 kilométernyi vasutat villamosít, újra fölépíti a skót határvidéket átszelő Waverley-vasútvonalat, befejezi a High Speed 2 vasútvonal első szakaszát és teljesen újjáépíti a London Bridge és Birmingham New Street vasútállomásokat.[1][2]
- – január 8. – Megnyílt a Barcelona és Figueres közötti nagysebességű vasúti pálya, ezzel megteremtődött a kapcsolat a francia és a spanyol nagysebességű hálózat között.[3]
- – január 9. – Végighalad az első tesztszerelvény az Arica és La Paz közötti keskeny nyomtávú vasúton. A vasutat 2005-ben zárták le, amikor a vonalat több szakaszon is megrongálta az időjárás.[4]
- – január 9. – Bomba robbant a horvát vasutak Zágrábból Varasdra közlekedő tehervonata alatt Szomszédváralja közelében, a mozdony mozgásképtelenné vált. Két nappal később egy közelben elkövetett robbantás után a Zaprešić és Zágráb közötti vasútvonalat zárták le, a pályán újabb pokolgépet találtak.
- – január 10. – Neuhausen közelében egy kitérőn összeütközött két zürichi elővárosi vonat, 17-en sérülnek meg. Az ütközést vörös jelző meghaladása okozta.
- – január 14. – Torinóban Mario Monti miniszterelnök megnyitja az új belvárosi vasútállomást, a Torino Porta Susát.
- – január 14. – A mozdonyvezető hanyagsága miatt vasúti baleset történt Stockholmban. Az Arriva társaság egy szerelvénye megfutamodott és egy pálya menti lakóházba csapódott. A balesetben csak a vonatot takarító munkatárs sérült meg.
- – január 21. – Bécs nyugati részén összeütközött az ÖBB két Talent típusú elővárosi motorvonata. A balesetben öten sérültek meg komolyabban.
- – január 25–26. – Először közlekedett a Csalagútban a Siemens Vectron márkanevű új villanymozdonya egy 1350 tonnás tehervonat élén. A Eurotunnel vállalkozás teret szeretne nyerni a teherszállításban is, ezért 2010 óta engedélyezte, hogy az alagútban az éjjeli forgalommentes órákban próbavonatokat közlekedtessenek és különböző vontatójárművek alagútbeli viselkedését tanulmányozzák.[5]

Újraépül a Waverley-vasút; 2015-től újra vonatok járnak a Tynehead melletti bevágásban

- – január 28. – New Orleansban megnyílt a városi villamos 1,3 kilométer hosszú, Superdome stadionig tartó új szakasza. Az új vonalrész átadását a Super Bowl XLVII-hez időzítették.[6]
- – január 29. – Bukarestben aláírták a temesvári villamoshálózat részleges rekonstrukciójáról szóló szerződést. A város a Gyárváros negyed közepén húzódó Fő utcai és Buziási úti (Strada Ştefan cel Mare) villamospályákat építteti át 860 méter hosszon. A munkálatok befejezését 2013 végére tervezik.[7]
- – január 31. – A PARSA két elővárosi vonata ütközött össze Pretoria közelében, amikor kábellopás miatt meghibásodott a biztosítóberendezés. A balesetben 200-an sérültek meg.[8][9]
- – február 11. – Manchesterben megnyílt a Metrolink városi villamoshálózat 6,3 kilométeres új szakasza a belváros és Droylsden állomások között.[10]
- – február 15. – Hessen tartományban a pályát benőtt fák jelképes kitermelésével megkezdődik az Alsó-Eder-völgyi vasúti mellékvonal (Untere Edertalbahn) helyreállítása. Az 1987-ben felhagyott vasútvonalat a fokozódó utazási igények (idegenforgalom és a környékbeli lakosság) miatt 2014-ben tervezik reaktiválni.[11]
- – február 28. – Megnyílt a Neo Ikoniko melletti kőolaj- és konténerkikötőt az ország vasúthálózatával összekapcsoló 17 km hosszú vasútvonal.[12]
- – március 6. – Los Angeles város önkormányzata határozatot fogad el a városi villamoshálózat kiépítéséről. Az első, 6,4 kilométeres villamosvonalat 2016-ban tervezik megnyitni.[13]
- – március 23. – Elkészült a török vasutak új, 5 kilométer hosszú összekötő vágánya Polatlı közelében, így megindulhatott az Ankara érintése nélküli vasúti közlekedés Eskisehir és Konya között. A két város közötti menetidő a korábbi nyolc óráról két órányira rövidült.[14]

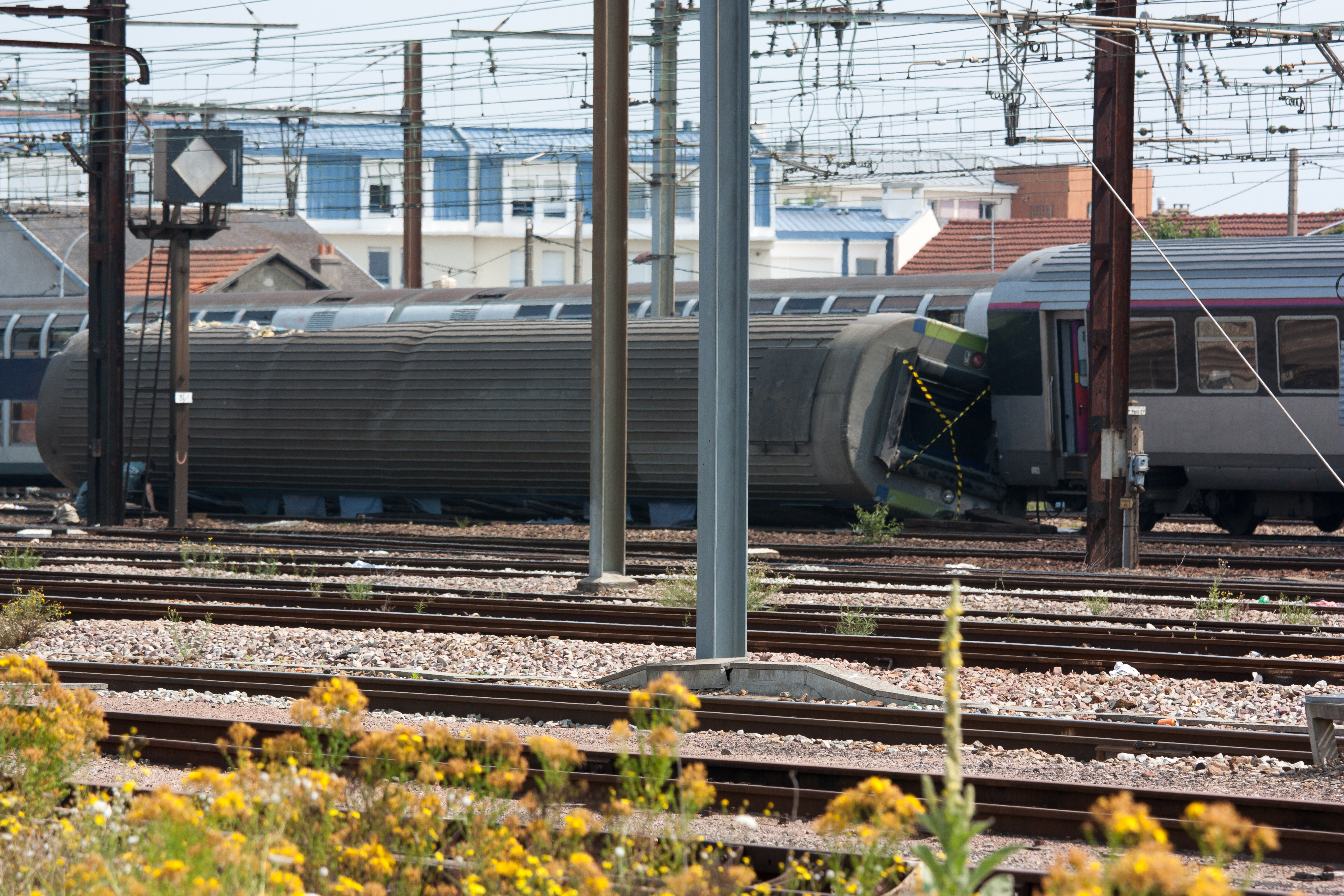
A brétigny-sur-orge-i kisiklásban hatan vesztették életüket

- – március 26. – Az utolsó tervezett szakasz megnyitásával befejeződött a zaragozai 1-es villamosvonal 2010 óta tartó építése. A várost észak-déli irányban átszelő vonal 12,5 km hosszú és 25 megállót tartalmaz.[15]
- – március 28. – Bécsújhely közelében összeütközött az RTS vasúttársaság egy tehervonata és az osztrák pályavasút egy mérővonata. A balesetben a pályavasúti társaság két munkatársa életét veszítette.[16]
- – április 18. – Megkezdődött a Skócia és Anglia határvidékén áthúzódó, 1969-ben bezárt és leszerelt Waverley-vasútvonal újjáépítése. A Borders Railway (kb. határvidéki vasút) projekt keretében 2015-ig teljesen újjáépítik a vonal 48 kilométer hosszú Edinburgh és Tweedbank közötti szakaszát, illetve újranyitnak 7 bezárt vasútállomást.[17]
- – június 9. – Varsó északkeleti peremén megnyílt az új Warszawa Zacisze Wilno elővárosi vasútállomás.[18]
- – június 14. – Calafat és Vidin között megnyílt az új Duna-híd. A hídon haladó vasútvonal a román és bolgár vasúthálózat második kapcsolódási pontja.
- – június 18. – A Magyarországon működő Train Hungary vasúttársaságot is tulajdonló Group Ferroviar Roman nyerte a CFR teherszállító részlegére kiírt privatizációs pályázatot.[19]
- – június 18. – Megnyílt az asztúriai Alicanteba vezető 165 km-es nagysebességű vasútvonal.[20]

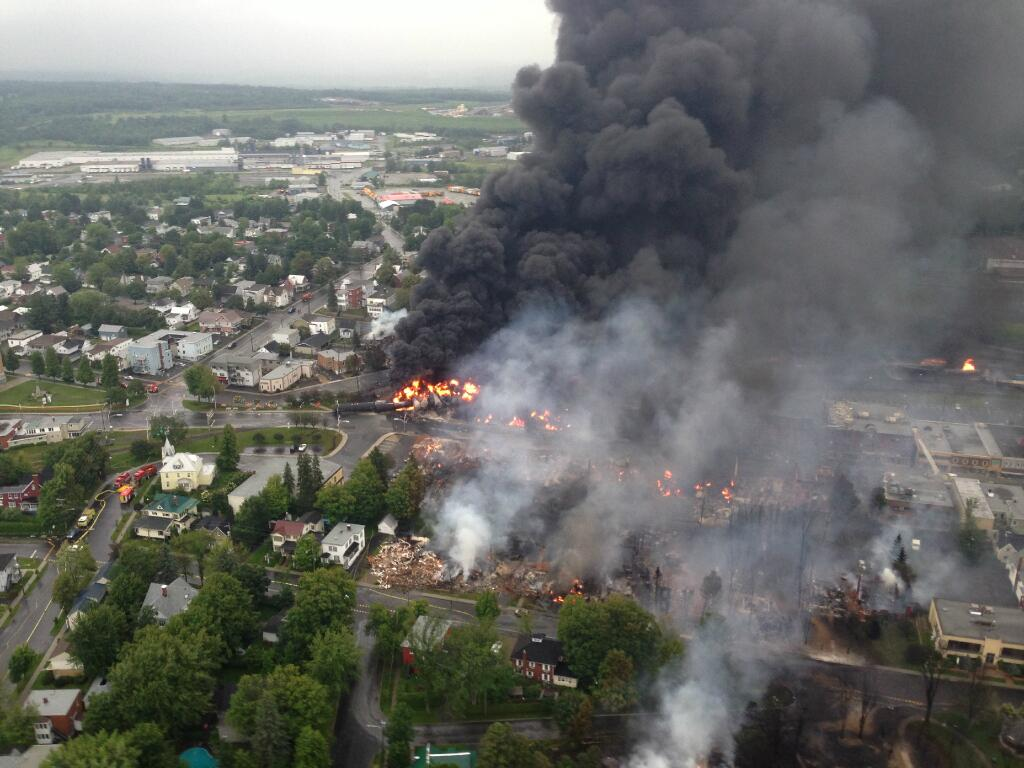
Lángokban Lac-Mégantic központja a tartályvonat balesete után

- – július 6. – 50 halálos áldozatot követelő tehervonati baleset történt a kanadai Lac-Mégantic városban. Egy megfutamodott tartályvonat kocsijai a város központjában kisiklottak, a bekövetkező robbanás és tűz több környékbeli épületet teljesen megsemmisített.
- – július 12. – Súlyos vasúti baleset történt Brétigny-sur-Orge pályaudvarán. Az állomáson áthaladó gyorsvonat egy kitérőn kisiklott, sínről leforduló kocsijai a peron egy részét is letarolták. A balesetben hat utas halt meg, harmincan megsérültek.
- – július 24. – 78 halálos áldozatot követelt Santiago de Compostela közelében az Alvia gyorsvonat kisiklása Lásd: Santiago de Compostela-i vasúti baleset.
- – július 29. – Az egyik mozdonyvezető meghalt, legalább 35 ember pedig megsérült, amikor 2 személyvonat frontálisan ütközött Svájc nyugati részén.[21]
- – augusztus 3. – Egy autóbusz ütközött egy vasúti szerelvénnyel Horvátországban. Egy ember meghalt, 15 megsebesült. A balesetet egy nem működő vasúti sorompó okozta.[22]
- – augusztus 21. – 16 év üzemszünet után újraindult a vasúti személyforgalom Nagyvárad és Körösszeg között. A Regional nevű kolozsvári vasúttársaság napi öt vonatpárt közlekedtetett.
- – december 21. – Houstonban megnyílt a városi villamoshálózat északi vonalának 8,5 km-es meghosszabbítása, ezzel a városi hálózat 20 kilométernyire növekedett.[23]
- – Megnyílt a Downtown MRT Line első szakasza[mikor?]

### Határozatlan dátumú események
- – Kalifornia állam földvásárlásba kezd saját területén, hogy a 2017-re megépíteni tervezett állami nagysebességű vasút (California High-Speed Rail) számára a földterületet biztosítsa.[24]
- – Szczecin városa a település keleti részének közlekedését átalakító gyorsvillamos építésébe kezd. A 4 kilométeres, három megállót tartalmazó vonal 2015-re lesz készen.
- – Repülőtéri vasutak építése kezdődik Lengyelországban. A gdański városrégió reaktiválja és kétvágányosra építteti át a második világháború óta használaton kívül álló 20 kilométeres repülőtéri vonalat. A vonal megnyitásának tervezett éve 2015.[25] Megkezdődik a krakkói repülőtéri vasút rehabilitációja. A korábbi iparvágányt elbontják, helyén kétvágányú villamosított vasúti pálya épül, az új repülőtéri terminálhoz simuló állomás mellett további két megállóhely létesül.[25][26] Június 8-án megnyílt a Szczecint és a Goleniów melletti Szolidaritás repülőteret összekötő új villamosítatlan egyvágányú vasútvonal.[27]
- – Daugavpilsben lezajlik a városi villamoshálózat teljes megújítása. A város renováltatja 6,2 kilométeres villamosvonalát és 12 új szerelvényt vásárol a fehérorosz Belkommunmash vállalattól.
- - Befejeződik a Magdeburg és Dessau közötti vasútvonal átépítése. A vonalat teljes hosszában kétvágányosra építették át és villamosították. Szeptemberben lép működésbe a vonal dessaui irányítóközpontja is.[28]
- - Türingia tartomány a DB-vel átépítteti a Weimar és Gera közötti vasútvonalat. A 70 millió €-s fejlesztés keretében megkezdik a Weimar és Großschwabhausen (12 km), illetve a Schenke és Stadtroda közötti szakaszok kétvágányúsítását.[28]
- - A pályát benőtt erdő eltávolítása után megnyílik a Kongsberg és Flesberg közötti vasúti mellékvonal, amelyet még 1989-ben zártak be.[29]
- - Az EU irányelveinek megfelelően megkezdődik a bolgár állami vasúttársaság teherszállító leányvállalatának magánosítása. A cég megvásárlására hat nemzetközi vállalat pályázott.
- - Az EU irányelveinek megfelelően megkezdődik a román állami vasúttársaság teherszállító leányvállalatának magánosítása.
- - A lengyel nemzeti pályavasúti társaság, a PKP-PLK 2000 kilométernyi vasútvonal bezárását kezdeményezi februárban. A kisebb forgalmú (heti három-négy pár tehervonatot fogadó) mellékvonalakon a tervek szerint teljesen megszüntetnék a karbantartást, de a síneket a helyükön hagynák.[30][31]
- – A pénzügyi válság miatt a görög állam teljes egészében privatizálja a görög állami vasúttársaságot, a Trainose-t.[12]
- - Az Európai Bizottság vizsgálatba kezd a litván állami vasúttársaság, a LietuvosGeležinkeliai ellen. A Bizottság gyanúja szerint az állami tulajdonú LietuvosGeležinkeliai a Mažeikiai és Pakliaupis (lett határállomás) közötti szakaszon 2008 szeptemberében váratlanul felfüggesztette a forgalmat, majd néhány nap múltán az egész vonalszakaszt fölszedte, hogy meggátolja ügyfelei átpártolását a vonalon szolgáltató magántulajdonú vasúti társaságokhoz.[32]
- – Kínában egy új nagysebességű vasútvonal Harbin, Talien, Csangcsun és Senjang között várhatóan megnyílik.[33]
- – Átadják Marokkóban a Tanger és Kenitra közötti nagysebességű vasútvonal első szakaszát Marrákesig[34]
- 2013 nyarán Omán kormánya megalapítja az ország nemzeti vasúttársaságát, amelynek első feladata az 1000 kilométer hosszúságúra tervezett vasúti fővonalak kiépítése.[18]
- - Új-Zélandon, Aucklandben várhatóan befejeződik az elővárosi vasút villamosítása[35]

## Események Magyarországon

### Dátumhoz köthető események
- – január 3. – Lezárult a MÁV és a GYSEV közös motorvonat-vásárlási pályázatának első szakasza, amelyre egyetlen érvényes ajánlat érkezett, a Flirt motorvonatokat ajánló Stadleré.
- – január 7. – Tarlós István fölveti, hogy a Csepeli HÉV kivételével valamennyi budapesti HÉV-vonal kerüljön a MÁV tulajdonába és üzemeltetésébe.[36]
- – február 12. – A Szeged–Szabadka-vasútvonal (Röszke–)Horgos–Szabadka szakaszát kiszolgáló elavult sinobuszokat a Szerb Államvasutak modern, orosz gyártmányú DMV-711 motorvonatokra cseréli. A menetrend szerinti forgalomban először közlekedett Magyarországon ilyen jármű.
- – február 22. – A Budapest és Belgrád közötti vasútvonal átépítéséről tárgyalt a szerb fővárosban Szijjártó Péter. A vasútvonalat a két ország kétvágányosra építené át és 160 km/h-s sebességre tenné alkalmassá. A projektcsomag mérete 4 milliárd dollár (890 milliárd forint).
- – március 19. – A MÁV és a GYSEV aláírta a svájci Stadler céggel a 48 motorvonat szállításáról szóló szerződést. Az első Flirt motorvonatok 2014 tavaszán érkeznek majd Magyarországra.[37]
- – április 1. – Tatabánya önkormányzata vette át a MÁV-tól a tatabányai vasútállomás üzemeltetését.
- – április 7. – Az 1. menetrendi pótlékkal a MÁV-START Zrt. és a GYSEV bevezeti a feltételes megállóhelyeket egyes nyugat-dunántúli vasútvonalakon. A Hegyeshalom–Porpác-vasútvonalon Hanság-Nagyerdő, Magyarkeresztúr-Zsebeháza, Páli-Vadosfa, Vica, Dénesfa, Csánig, Vámoscsalád, Vasegerszeg; a Szombathely–Kőszeg-vasútvonalon Kámon, Lukácsháza alsó, Kőszegfalva; a Zalaegerszeg–Rédics-vasútvonalon Lentiszombathely, Iklódbördőce, Ortaháza, Rádiháza, Tófej, Sárhida, Bocfölde válnak feltételes megállóvá.[38][39]
- – április 22. – Budapesten kigyulladt és részben kiégett a Cseh Vasutak Brünnből a Keleti pályaudvarra közlekedő étkezőkocsija.
- – május 1. - A MÁV-START honlapján megjelent a gyorsvonati pótjegy bevezetésének a dátuma.[40]
- – május 15. - A MÁV-START Zrt. bevezeti a gyorsvonati pótjegyet, ettől a naptól a gyorsvonatok többsége is pótjegy-köteles lesz.
- – június 1. - A tarifareform folytatása: a gyorsvonati pótjegy után bevezetik a 15 alacsony forgalmú vasútvonalon érvényes ún. regionális tarifát.
- – június 15. - Dunaalmás térségében a Duna áradása súlyosan megrongálta a vasúti pályát. A Komárom és Esztergom közötti vasútvonalat már napokkal korábban le kellett zárni.

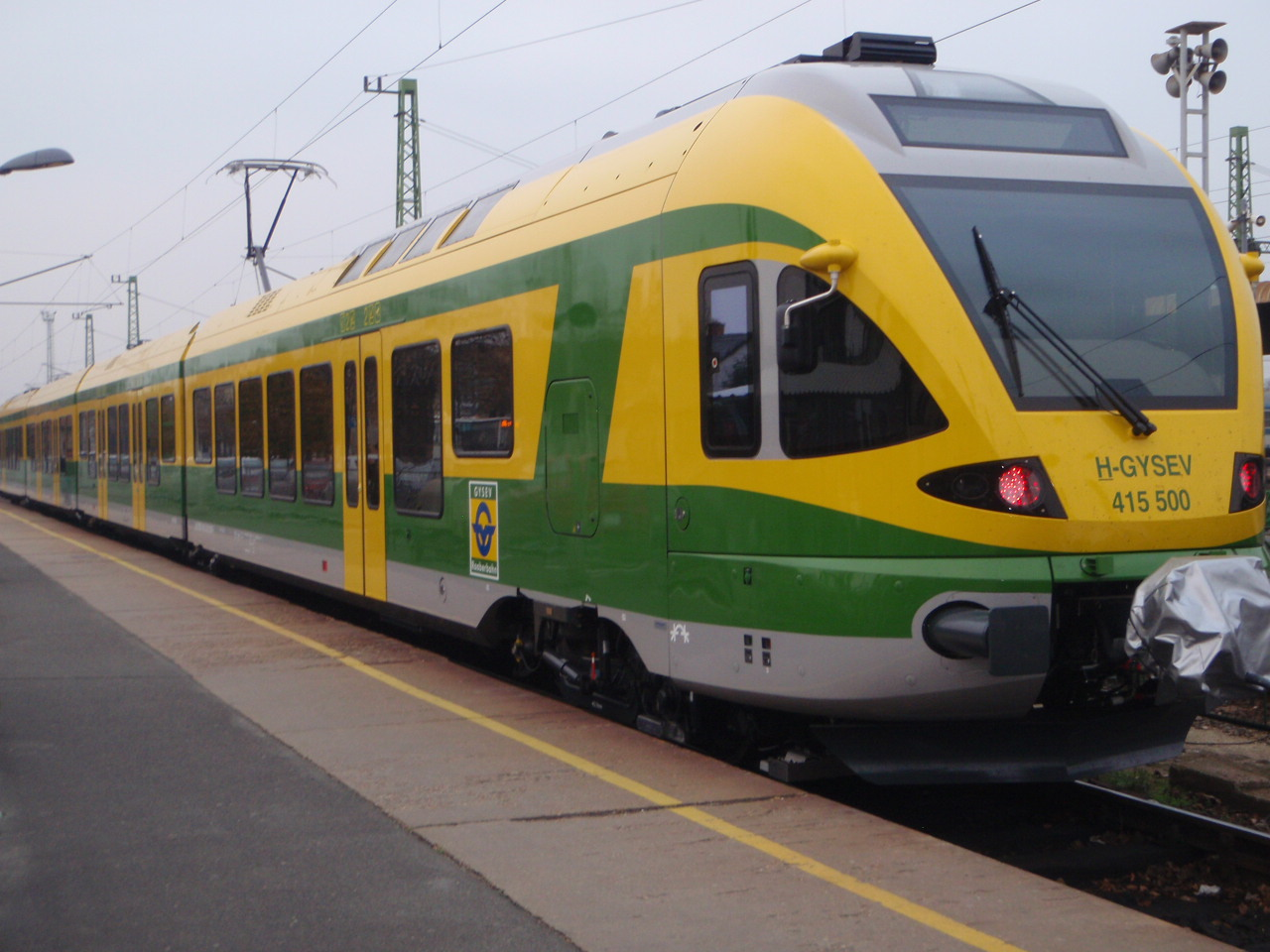
A GYSEV első Flirt motorvonata

- – december 15. - Tiszaújváros és Tiszapalkonya-Erőmű állomások között megszűnik a vasúti személyszállítás a december 15-i menetrendváltással. (Az utolsó vonat 2013. december 14-én közlekedett.)
- – december 15. - Forgalomba állt a GYSEV első Flirt motorvonata.
- – december 15. - Kísérleti jelleggel viszonylatszámot kapnak egyes Déli pályaudvarról induló vonatok.
- – december 15. - Megindult a forgalom a Budapest–Esztergom-vasútvonal Esztergom és Pilisvörösvár közti, felújított szakaszán, a lesüllyesztett pályatestűre átépített Kopár-hágói vasúti alagút és az új Őrhegy forgalmi kitérő forgalomba helyezésével.[41]
- – december 15. - Közvetlen elővárosi vonatok indulnak Székesfehérvár és Kőbánya-Kispest állomások között.
- – december 19. - Megnyílt Karcagon a Püspökladányi út 100-as vasútvonal alatti aluljárója, kiváltva ezzel a korábbi szintbeni kereszteződést.[42]
- – december 27. - Sopronban kisiklott az ÖBB Bécsújhely felé közlekedő vonata. A siklást az okozta, hogy valaki egy tartályt helyezett a sínekre.

### Határozatlan dátumú események

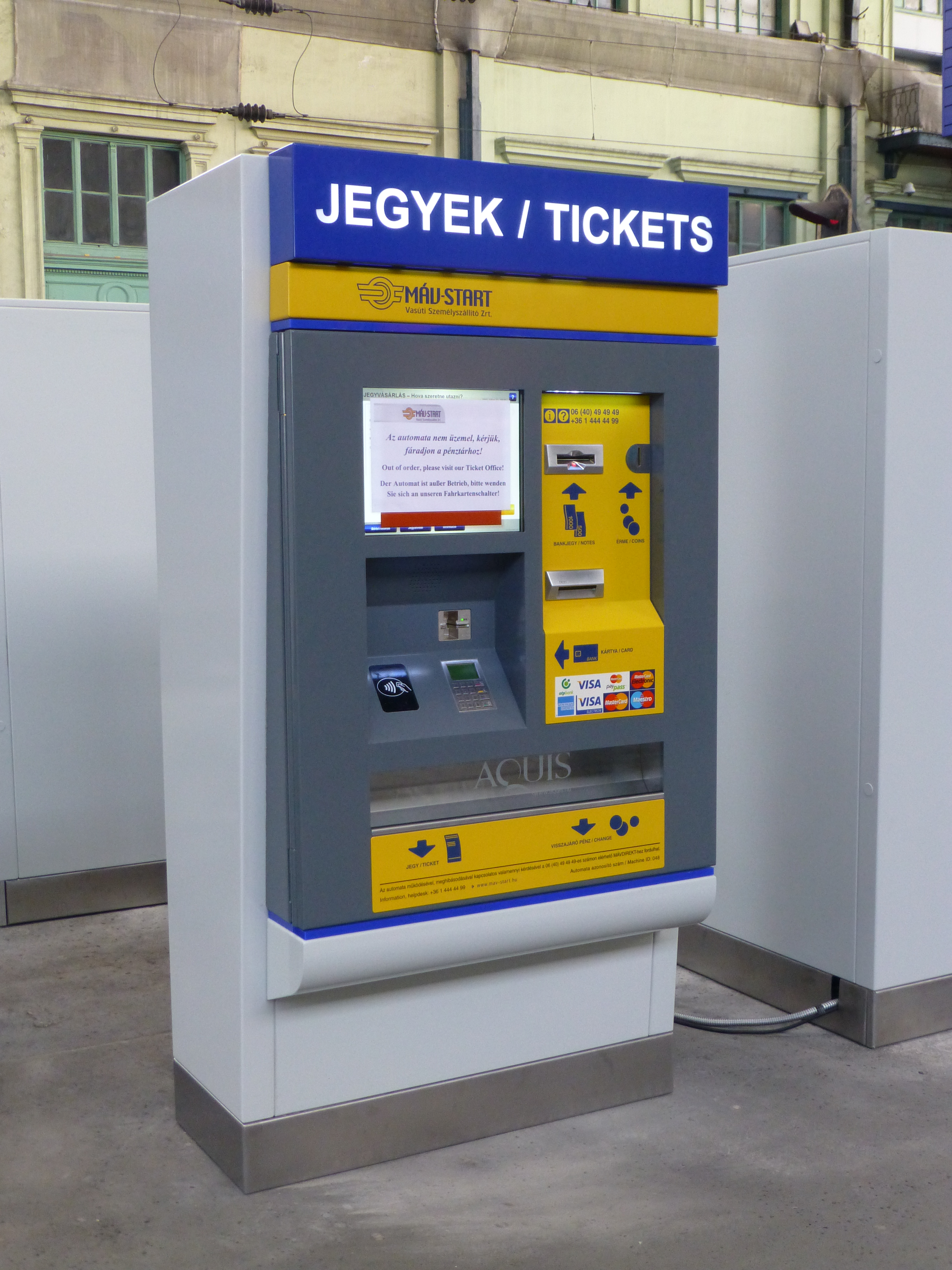
A jegykiadás újabb gépesítési hulláma zajlik le 2013-ban

- – A MÁV jelentős számú jegykiadó automatát telepít a Budapestet Szolnokkal összekötő vasútvonalak állomásain és megállóhelyein.
- – A 2013 nyarán kidolgozott 2013-'14 évi menetrend tervezet szerint először közlekednének Budapest elővárosai között a fővárosban átlapoló irányban haladó vonatok.
- – Felgyorsultak az események a Budapestet délről elkerülő vasútvonal ügyében. A Magyarországi Logisztikai Szolgáltató Központok Szövetsége 2013 januárjára elkészítette a vasútvonal megvalósíthatósági tanulmányát, 2013 februárjában a kormány is felkarolta a tervet. Az év tavaszán a MÁV közös szándéknyilatkozatot írt alá a vasútvonal megvalósításáról a Kínai Vasútépítő Vállalattal, Szijjártó Péter pedig Pekingben tárgyalt beruházás pénzügyi fedezetéről kínai pénzemberekkel. A terv összköltségét előbb 300, majd 360 milliárd forintra becsülték. A beruházás előkészítésére 2013 júniusában a kormány 1,5 milliárd forintot különített el.
- – Megkezdődik a GSM-R rendszer kiépítése Magyarországon. A NISZ Zrt. koordinálásával 905 kilométernyi vasútvonal GSM-R rendszerrel történő felszerelésének közbeszerzése kezdődik meg 2013 januárjában. A kiépítendő vasútvonalak: 30a; 1-es (Budapest–Hegyeshalom szakasz); 21-es; 15-ös; 100-as (Budapest-Püspökladány szakasz); 120-as (Szajol–Lőkösháza) vasútvonalak. A rendszer kiépítésére kiírt pályázatot az osztrák Kapsch és a magyar Országos Villamostávvezeték Zrt konzorciuma nyerte.
- – Megkezdődik Vác állomás teljes átépítése.